# Football Club Casale 2022-2023
Questa voce raccoglie le informazioni riguardanti il Football Club Casale A.S.D. nelle competizioni ufficiali della stagione 2022-2023.

## Divise e sponsor
Il fornitore tecnico per la stagione 2022-2023 è Givova, mentre lo sponsor di maglia è Console and Partners.
| 1ª divisa | 2ª divisa |

## Rosa
| N. |                      | Ruolo | Calciatore            |
| -- | -------------------- | ----- | --------------------- |
| 1  | Italia (bandiera)    | P     | Paolo Guerci          |
| 1  | Albania (bandiera)   | P     | Sead Hoxha            |
| 2  | Gambia (bandiera)    | C     | Mamadou Balde         |
| 2  | Italia (bandiera)    | C     | Filippo Ceronetti     |
| 3  | Italia (bandiera)    | D     | Gustavo Carbonieri    |
| 3  | Italia (bandiera)    | D     | Amedeo Zoboli         |
| 4  | Italia (bandiera)    | D     | Alessandro Rossi      |
| 4  | Romania (bandiera)   | D     | Sorin Oproiescu       |
| 5  | Italia (bandiera)    | D     | Domenico Marchetti    |
| 5  | Italia (bandiera)    | D     | Massimliano De Felice |
| 6  | Italia (bandiera)    | C     | Salvatore D'Ancora    |
| 6  | Italia (bandiera)    | C     | Valerio Cardamone     |
| 7  | Italia (bandiera)    | C     | Luca Mazzucco         |
| 8  | Italia (bandiera)    | A     | Leonardo Lanza        |
| 9  | Italia (bandiera)    | A     | Antonio Mesina        |
| 9  | Italia (bandiera)    | A     | Giovanni Daidola      |
| 10 | Italia (bandiera)    | C     | Samuel Ganassi        |
| 11 | Italia (bandiera)    | A     | Riccardo Rossini      |
| 11 | Argentina (bandiera) | A     | Agustín Ferro         |
| 12 | Italia (bandiera)    | P     | Mattia Calzetta       |
| 13 | Spagna (bandiera)    | C     | Guille Pérez          |
| 15 | Italia (bandiera)    | D     | Amedeo Barbagiovanni  |
| 15 | Italia (bandiera)    | D     | Paolo Cancellieri     |
| 17 | Italia (bandiera)    | D     | Giovanni Vicini       |
| 20 | Italia (bandiera)    | A     | Claudio Sparacello    |
| 20 | Italia (bandiera)    | A     | Sergio Boccalatte     |
| 21 | Italia (bandiera)    | D     | Andrea Lacava         |
| 21 | Italia (bandiera)    | C     | Alberto Petracca      |
| 22 | Italia (bandiera)    | P     | Francesco Dosio       |
| 24 | Italia (bandiera)    | C     | Tommaso Varallo       |

| N. |                    | Ruolo | Calciatore            |
| -- | ------------------ | ----- | --------------------- |
| 23 | Italia (bandiera)  | A     | Nicolò Tobia          |
| 25 | Italia (bandiera)  | D     | Giorgio Gianola       |
| 25 | Marocco (bandiera) | D     | Zakaria Bouchbika     |
| 27 | Italia (bandiera)  | D     | Riccardo Florio       |
| 27 | Italia (bandiera)  | D     | Luca Sandrone         |
| 28 | Italia (bandiera)  | A     | Francesco Intinacelli |
| 28 | Italia (bandiera)  | A     | Nicolò Boscolo        |
| 29 | Italia (bandiera)  | D     | Alessandro Gregori    |
| 29 | Italia (bandiera)  | D     | Nicolò Cipollone      |
| 30 | Italia (bandiera)  | D     | Youssef Nouri         |
| 30 | Italia (bandiera)  | D     | Nicolas Sanna         |
| 33 | Italia (bandiera)  | A     | Francesco Rancati     |
| 33 | Italia (bandiera)  | C     | Jacopo Defrancisci    |
| 36 | Italia (bandiera)  | C     | Diego Simonetta       |
| 36 | Italia (bandiera)  | C     | Dennis Brasolin       |
| 42 | Italia (bandiera)  | D     | Christian Cangemi     |
| 42 | Italia (bandiera)  | A     | Emanuel Parisi        |
| 75 | Senegal (bandiera) | C     | Badara Diagne         |
| 75 | Italia (bandiera)  | C     | Gabriele Miceli       |
| 77 | Italia (bandiera)  | C     | Gabriele Giacchino    |
| 77 | Italia (bandiera)  | C     | Riccardo Capodaglio   |
| 90 | Italia (bandiera)  | A     | Nelson Kemayou        |
|    | Italia (bandiera)  | D     | Matteo Bincoletto     |
|    | Italia (bandiera)  | D     | Mirko Esposito        |
|    | Italia (bandiera)  | C     | Cristian Fossati      |
|    | Italia (bandiera)  | C     | Andrea Malpassuto     |
|    | Italia (bandiera)  | C     | Francesco Perdicaro   |
|    | Italia (bandiera)  | C     | Vincenzo Perna        |
|    | Italia (bandiera)  | C     | Matias Di Battista    |

## Calciomercato

### Sessione estiva
| Acquisti | Acquisti              | Acquisti        | Acquisti      |
| R.       | Nome                  | da              | Modalità      |
| -------- | --------------------- | --------------- | ------------- |
| P        | Mattia Calzetta       | Seravezza       | svincolato    |
| P        | Francesco Dosio       | Borgaro         | svincolato    |
| D        | Mattia Albino         | Valenzana       | fine prestito |
| D        | Alessandro Baggio     | Città di Varese | svincolato    |
| D        | Amedeo Barbagiovanni  | Torino          | prestito      |
| D        | Christian Cangemi     | Palermo         | svincolato    |
| D        | Gustavo Carbonieri    |                 | svincolato    |
| D        | Riccardo Florio       | PDHAE           | prestito      |
| D        | Simone Giusio         | Borgovercelli   | fine prestito |
| D        | Alessandro Gregori    | Torino          | prestito      |
| D        | Andrea Lacava         | Lascaris        | prestito      |
| D        | Domenico Marchetti    | Gelbison        | svincolato    |
| D        | Youssef Nouri         | Sanremese       | svincolato    |
| D        | Alessandro Rossi      | Bra             | svincolato    |
| C        | Badara Diagne         | Asti            | svincolato    |
| C        | Cesare Fiore          | Valenzana       | fine prestito |
| C        | Mouad Misbah          | Valenzana       | fine prestito |
| C        | Diego Simonetta       | SPAL            | svincolato    |
| A        | Fabio Gonella         | Sestri Levante  | svincolato    |
| A        | Francesco Intinacelli | Ascoli          | svincolato    |
| A        | Leonardo Lanza        | PastorFrigor    | fine prestito |
| A        | Antonio Mesina        | Sestri Levante  | svincolato    |
| A        | Francesco Rancati     | Borgosesia      | svincolato    |
| A        | Claudio Sparacello    | Gelbison        | svincolato    |
| A        | Nicolò Tobia          | Legino          | svincolato    |

| Cessioni | Cessioni              | Cessioni            | Cessioni      |
| R.       | Nome                  | a                   | Modalità      |
| -------- | --------------------- | ------------------- | ------------- |
| P        | Mihovil Franetović    | Zagora Unešić       | svincolato    |
| P        | Mattia Paloschi       | Caronnese           | svincolato    |
| P        | Nicolò Tamburelli     | RG Ticino           | prestito      |
| D        | Mattia Albino         | LG Trino            | svincolato    |
| D        | Angelo Brunetti       |                     | svincolato    |
| D        | Mario Leonardo Cannia | Gela                | svincolato    |
| D        | Francesco Casella     | Città di Sant'Agata | svincolato    |
| D        | Matteo Darini         | Siena               | fine prestito |
| D        | Filippo Gilli         | Borgosesia          | svincolato    |
| D        | Simone Giusio         | PastorFrigor        | prestito      |
| D        | Amedeo Silvestri      | Lamezia Terme       | svincolato    |
| C        | Precious Amayah       | Corticella          | svincolato    |
| C        | Vittorio Continella   | AEL Limassol        | svincolato    |
| C        | Cesare Fiore          | Valenzana           | svincolato    |
| C        | Malaury Martin        |                     | fine carriera |
| C        | Mouad Misbah          |                     | svincolato    |
| C        | Simone Montenegro     |                     | svincolato    |
| C        | Ardit Mullici         | PastorFrigor        | svincolato    |
| C        | Artem Onišenko        | Perugia             | fine prestito |
| C        | Simone Premoli        | PastorFrigor        | svincolato    |
| C        | Vittorio Saul Pucci   |                     | svincolato    |
| C        | Mario Pugliese        | Arona               | svincolato    |
| A        | Riccardo Forte        | Legnano             | svincolato    |
| A        | Alessandro Gatto      | Casarano            | svincolato    |

### Sessione invernale
| Acquisti | Acquisti               | Acquisti      | Acquisti      |
| R.       | Nome                   | da            | Modalità      |
| -------- | ---------------------- | ------------- | ------------- |
| P        | Edoardo Dragone        |               | svincolato    |
| P        | Nicolò Tamburelli      | RG Ticino     | fine prestito |
| D        | Zakaria Bouchbika      | Verbania      | svincolato    |
| D        | Valerio Cardamone      |               | svincolato    |
| D        | Massimiliano De Felice | Paradiso      | svincolato    |
| D        | Mirko Esposito         |               | svincolato    |
| D        | Sorin Oproiescu        | Sankt Georgen | svincolato    |
| C        | Cristian Fossati       |               | svincolato    |
| C        | Luca Mazzucco          | Alessandria   | prestito      |
| C        | Vincenzo Perna         |               | svincolato    |
| C        | Alberto Petracca       |               | svincolato    |
| A        | Giovanni Daidola       | Paradiso      | svincolato    |
| A        | Agustín Ferro          |               | svincolato    |

| Cessioni | Cessioni              | Cessioni        | Cessioni      |
| R.       | Nome                  | a               | Modalità      |
| -------- | --------------------- | --------------- | ------------- |
| P        | Mattia Calzetta       | Derthona        | svincolato    |
| P        | Paolo Guerci          | Oltrepo         | svincolato    |
| P        | Nicolò Tamburelli     | Luese           | svincolato    |
| D        | Alessandro Baggio     |                 | svincolato    |
| D        | Amedeo Barbagiovanni  | Torino          | fine prestito |
| D        | Christian Cangemi     | Teramo          | svincolato    |
| D        | Gustavo Carbonieri    |                 | svincolato    |
| D        | Giorgio Cianola       |                 | svincolato    |
| D        | Riccardo Florio       | PDHAE           | fine prestito |
| D        | Alessandro Gregori    | Torino          | fine prestito |
| D        | Andrea Lacava         | Lascaris        | fine prestito |
| D        | Domenico Marchetti    | S.N. Notaresco  | svincolato    |
| D        | Youssef Nouri         | Sanremese       | svincolato    |
| D        | Alessandro Rossi      | Città di Varese | svincolato    |
| C        | Mamadou Balde         |                 | svincolato    |
| C        | Roberto Candido       | Città di Varese | svincolato    |
| C        | Salvatore D'Ancora    | Puteolana       | svincolato    |
| C        | Badara Diagne         | Derthona        | svincolato    |
| C        | Gabriele Giacchino    | Asti            | svincolato    |
| C        | Guille Pérez          |                 | svincolato    |
| C        | Riccardo Rossini      | Città di Varese | svincolato    |
| C        | Diego Simonetta       | Fossano         | svincolato    |
| A        | Fabio Gonella         |                 | svincolato    |
| A        | Francesco Intinacelli | Gravina         | svincolato    |
| A        | Antonio Mesina        | Sanremese       | svincolato    |
| A        | Francesco Rancati     | Castanese       | svincolato    |
| A        | Claudio Sparacello    | Nola            | svincolato    |
| A        | Nicolò Tobia          | Borgosesia      | svincolato    |

## Risultati

### Serie D

#### Girone di andata
| Arbitro: | Spedale (Palermo) |

|                 |           |                         |
| Mesina 28’, 73’ | Marcatori | 14’, 84’ (rig.) Cocuzza |

| Arbitro: | Tona Mbei (Cuneo) |

|                       |           |                          |
| Manasiev 41’ Ciko 83’ | Marcatori | 31’ Giacchino 86’ Florio |

| Arbitro: | Graziano (Rossano) |

|             |           |  |
| Rossini 65’ | Marcatori |  |

| Châtillon 21 settembre 2022, ore 15:00 CEST 4ª giornata | PDHAE              | 0 – 3 (a tavolino) | Casale | Stadio Ernesto Brunod\| Arbitro: \| Rodigari (Bergamo) \| |
| Arbitro:                                                | Rodigari (Bergamo) |                    |        |                                                           |

| Arbitro: | Pasculli (Como) |

|                                  |           |             |
| Mesina 45’ Pérez 50’ Rossini 65’ | Marcatori | 28’ Donadio |

| Arbitro: | Petrov (Roma 1) |

|               |           |  |
| Di Lernia 64’ | Marcatori |  |

| Genova 5 ottobre 2022, ore 15:00 CEST 7ª giornata | Ligorna                   | 0 – 0 | Casale | Stadio Ligorna "A"\| Arbitro: \| Nuckchedy (Caltanissetta) \| |
| Arbitro:                                          | Nuckchedy (Caltanissetta) |       |        |                                                               |

| Arbitro: | Giordano (Grosseto) |

|             |           |               |
| Rossi 90+6’ | Marcatori | 90+1’ D'Iglio |

| Arbitro: | Monesi (Crotone) |

|  |           |                 |
|  | Marcatori | 77’ Intinacelli |

| Arbitro: | Guitaldi (Rimini) |

|                 |           |                          |
| Mesina 14’, 75’ | Marcatori | 25’ Tripoli 47’ Barranco |

| Arbitro: | Zoppi (Firenze) |

|          |           |  |
| Pane 26’ | Marcatori |  |

| Arbitro: | Mallardi (Bari) |

|  |           |            |
|  | Marcatori | 30’ Lunghi |

| Arbitro: | Di Nosse (Nocera Inferiore) |

|            |           |           |
| Romano 21’ | Marcatori | 46’ Pérez |

| Arbitro: | Mancini (Pistoia) |

|           |           |  |
| Rossi 24’ | Marcatori |  |

| Arbitro: | Orlandi (Siracusa) |

|                   |           |  |
| Battistello 90+3’ | Marcatori |  |

| Arbitro: | Marra (Mantova) |

|  |           |                                    |
|  | Marcatori | 26’ Aperi 61’ Pellicanò 64’ Mesina |

| Arbitro: | Caruso (Viterbo) |

|                                     |           |  |
| Costantino 17’, 31’ Ciliberto 90+1’ | Marcatori |  |

| Arbitro: | Petraglione (Termoli) |

|  |           |                                        |
|  | Marcatori | 11’, 17’ Rizq 27’ Degrassi 81’ Altieri |

| Arbitro: | Recupero (Lecce) |

|                |           |  |
| Gómez 38’, 45’ | Marcatori |  |

#### Girone di ritorno
| Arbitro: | Ammannati (Firenze) |

|                                                                         |           |           |
| Ibe 6’, 64’ Mandelli 10’, 51’ Bigotto 46’ Zoboli 85’ (aut.) Cocuzza 88’ | Marcatori | 23’ Lanza |

| Arbitro: | Teghille (Collegno) |

|                             |           |                                                    |
| Mazzucco 22’, 50’ Lanza 67’ | Marcatori | 33’ Diagne 52’ (rig.) Manasiev 69’ Fomov 78’ Villa |

| Arbitro: | Santeramo (Monza) |

|              |           |           |
| Galvagno 19’ | Marcatori | 47’ Lanza |

| Arbitro: | Di Renzo (Bolzano) |

|  |           |                             |
|  | Marcatori | 17’, 35’ Masini 59’ Valenti |

| Arbitro: | Boiani (Pesaro) |

|             |           |  |
| Fossati 28’ | Marcatori |  |

| Arbitro: | Laganaro (Genova) |

|  |           |                          |
|  | Marcatori | 52’ Ponsat 71’ Di Lernia |

| Arbitro: | Zammarchi (Cesena) |

|             |           |                        |
| Daidola 40’ | Marcatori | 57’ Botta 75’ Donaggio |

| Arbitro: | Niccolai (Pistoia) |

|                                                                     |           |  |
| Di Renzo 31’, 55’ Castelletto 57’ Bane 65’ Capuano 85’ Lo Bosco 90’ | Marcatori |  |

| Arbitro: | Gallo (Bologna) |

|  |           |                                     |
|  | Marcatori | 49’ Selleri 83’ Gemelli 90+5’ Manga |

| Arbitro: | Palma (Napoli) |

|                               |           |  |
| Barranco 36’ (rig.) Marra 73’ | Marcatori |  |

| Arbitro: | Palumbo (Bari) |

|  |           |                                                                 |
|  | Marcatori | 8’, 76’ Márquez 14’ (rig.) Candiano 23’ Pane 25’, 55’ Cominetti |

| Arbitro: | Marinoni (Lodi) |

|                                                     |           |  |
| Mariotti 12’, 46’ Andrei 26’ Baudi 45’ Scarlino 53’ | Marcatori |  |

| Arbitro: | Paccagnella (Bologna) |

|  |           |          |
|  | Marcatori | 65’ Kone |

| Arbitro: | Bazzo (Bolzano) |

|                                   |           |             |
| Pavesi 55’, 67’ Bongiovanni 90+1’ | Marcatori | 44’ Kemayou |

| Arbitro: | Arnaut (Padova) |

|  |           |                                   |
|  | Marcatori | 85’ Milani 90+3’ (aut.) Oproiescu |

| Arbitro: | Benestante (Aprilia) |

|              |           |  |
| Larotonda 1’ | Marcatori |  |

| Arbitro: | Campazzo (Genova) |

|                    |           |                           |
| Ferro 3’ Moreo 47’ | Marcatori | 50’ De Riggi 67’ Amansour |

| Arbitro: | Cortale (Locri) |

|                      |           |                     |
| Haidara 64’ Rizq 87’ | Marcatori | 90’ (rig.) Petracca |

| Arbitro: | Marra (Agropoli) |

|           |           |               |
| Moreo 41’ | Marcatori | 67’ Giacchino |

### Coppa Italia Serie D
| Arbitro: | Massari (Torino) |

|  |           |              |
|  | Marcatori | 59’ D'Ancora |

| Arbitro: | Mirri (Savona) |

|  |           |          |
|  | Marcatori | 68’ Ciko |

## Statistiche

### Statistiche di squadra
| Competizione         | Punti | In casa | In casa | In casa | In casa | In casa | In casa | In trasferta | In trasferta | In trasferta | In trasferta | In trasferta | In trasferta | Totale | Totale | Totale | Totale | Totale | Totale | DR  |
| Competizione         | Punti | G       | V       | N       | P       | Gf      | Gs      | G            | V            | N            | P            | Gf           | Gs           | G      | V      | N      | P      | Gf     | Gs     | DR  |
| -------------------- | ----- | ------- | ------- | ------- | ------- | ------- | ------- | ------------ | ------------ | ------------ | ------------ | ------------ | ------------ | ------ | ------ | ------ | ------ | ------ | ------ | --- |
| Serie D              | 23    | 19      | 3       | 5       | 11      | 17      | 40      | 19           | 2            | 4            | 13           | 11           | 39           | 38     | 5      | 9      | 24     | 28     | 79     | -51 |
| Coppa Italia Serie D | -     | 1       | 0       | 0       | 1       | 0       | 1       | 1            | 1            | 0            | 0            | 1            | 0            | 2      | 1      | 0      | 1      | 1      | 1      | 0   |
| Totale               | 23    | 20      | 3       | 5       | 12      | 17      | 41      | 20           | 3            | 4            | 13           | 12           | 39           | 40     | 6      | 9      | 25     | 29     | 80     | -51 |

### Andamento in campionato
| Giornata  | 1 | 2  | 3 | 4 | 5 | 6 | 7 | 8 | 9 | 10 | 11 | 12 | 13 | 14 | 15 | 16 | 17 | 18 | 19 | 20 | 21 | 22 | 23 | 24 | 25 | 26 | 27 | 28 | 29 | 30 | 31 | 32 | 33 | 34 | 35 | 36 | 37 | 38 |
| --------- | - | -- | - | - | - | - | - | - | - | -- | -- | -- | -- | -- | -- | -- | -- | -- | -- | -- | -- | -- | -- | -- | -- | -- | -- | -- | -- | -- | -- | -- | -- | -- | -- | -- | -- | -- |
| Luogo     | C | T  | C | T | C | T | T | C | T | C  | T  | C  | T  | C  | T  | C  | T  | C  | T  | T  | C  | T  | C  | T  | C  | C  | T  | C  | T  | C  | T  | C  | T  | C  | T  | C  | T  | C  |
| Risultato | N | N  | V | V | V | P | N | N | V | N  | P  | P  | N  | V  | P  | P  | P  | P  | P  | P  | P  | N  | P  | P  | P  | P  | P  | P  | P  | P  | P  | P  | P  | P  | P  | N  | P  | N  |
| Posizione | 9 | 12 | 6 | 4 | 1 | 4 | 5 | 5 | 4 | 5  | 7  | 8  | 8  | 7  | 8  | 10 | 11 | 13 | 16 | 17 | 17 | 17 | 17 | 17 | 17 | 18 | 19 | 19 | 19 | 19 | 19 | 19 | 19 | 19 | 19 | 19 | 19 | 19 |

Legenda:

Luogo: C = Casa; T = Trasferta. Risultato: V = Vittoria; N = Pareggio; P = Sconfitta.